# NGC 6135
NGC 6135 (другие обозначения — MCG 11-20-8, ZWG 320.15, PGC 57580) — галактика в созвездии Дракон.
Этот объект входит в число перечисленных в оригинальной редакции «Нового общего каталога».